# Curt Clawson
Curtis J. Clawson, detto Curt (Tacoma, 28 settembre 1959), è un politico statunitense, membro della Camera dei Rappresentanti per lo stato della Florida dal 2014 al 2017.

## Biografia
Nato a Tacoma, dopo gli studi Clawson divenne imprenditore.
Entrato in politica con il Partito Repubblicano, quando nel 2014 il deputato Trey Radel si dimise dalla Camera dei Rappresentanti in seguito ad uno scandalo, Clawson si candidò per il suo seggio e vinse le elezioni speciali. A novembre dello stesso anno Clawson si candidò per un mandato completo e riuscì ad essere eletto.
Nel 2016 annunciò la sua intenzione di non candidarsi per un ulteriore mandato e lasciò così la Camera nel gennaio del 2017.